# إنغريد ليودولتر
 إنغريد ماريا مارجريت ليودولتر (بالألمانية: Ingrid Leodolter)‏ (14 أغسطس 1919 - 17 نوفمبر 1986) طبيبة وأول وزيرة للصحة العامة وحماية البيئة في النمسا .
ولدت إنغريد زيتنر في 14 أغسطس 1919 في فيينا . التحقت بكلية الطب بجامعة فينا وحصلت على شهادتها الطبية في عام 1943. أكملت تدريبها في الطب الباطني في عام 1951. كانت مديرة مستشفى صوفيا في فيينا من عام 1961 إلى عام 1971. تم اختيارها وزيرة للصحة العامة وحماية البيئة، وهي أول وزيرة في عام 1972. وخدمت في هذا المنصب حتى عام 1979.
توفيت في 17 نوفمبر 1986 في فيينا.

## روابط خارجية
- إنغريد ليودولتر على موقع مونزينجر (الألمانية)